# ناصرالدین محمد برکه
ناصرالدین محمد برکه (عربی: محمد بركة قان؛ ۱۲۶۰ – ۱۲۸۰ (۱۹−۲۰ سال))، سلطان ممالیک که پس از مرگ پدرش، بیبرس در سال ۱۲۷۷ به سلطنت رسید تا سال ۱۲۷۹ بر مصر و سوریه حکم راند.